# Aninoasa (Argeș)
Pour les articles homonymes, voir Aninoasa.
Aninoasa est une commune du județ d'Argeș, Roumanie qui compte 3 299 habitants.
La commune est composée de quatre villages : Aninoasa, Broșteni, Slănic et Valea Siliștii.

## Démographie
D'après le recensement de 2011, la commune compte 3 299 habitants, en baisse par rapport au recensement de 2002 où elle en comptait 3 364.
Lors de ce recensement de 2011, 79,78% de la population se déclare roumaine, 18,28% de la population se déclare rrom (1,94% ne déclarent pas d'appartenance ethnique).

## Politique
| Parti | Parti                            | Sièges |
| ----- | -------------------------------- | ------ |
|       | Parti social-démocrate (PSD)     | 6      |
|       | Parti national libéral (PNL)     | 5      |
|       | Parti du pouvoir humaniste (PPU) | 5      |